# Ivo Kalina
Ivo Kalina (Zagreb, 21. veljače 1925. – Opatija, 24. srpnja 1995.), hrvatski slikar.

## Životopis
Diplomirao je u Zagrebu. Suradnik je Majstorske radionice Krste Hegedušića, član grupe Mart i Grupe šestorice. Jedan je od prvih hrvatskih slikara informela i apstraktnog ekspresionizma. Slikao je kolaže, a poslije pejzažne motive crnobijelih poteza. Izlagao je u Zagrebu, Opatiji, Rijeci, Rimu i Firenci.